# Casa de Bruce
A Casa de Bruce foi uma casa real escocesa do século XIV. Dois membros da casa foram reis da Escócia: Roberto I da Escócia e seu filho David II da Escócia. As raízes da Casa de Bruce remontam desde o século XI, da Normandia.
O nome Bruce ou de Brus é o da família normanda de Bruis, do Cotentin, na França, instalada na Inglaterra e depois na Escócia: Roberto I ou Robert de Bruis, morto em 1094, companheiro de Guilherme I de Inglaterra, recebeu terras no Norte, sobretudo no Yorkshire, assim como Skelton. Roberto VIII se tornou Rei da Escócia em dinastia até 1371.
O nome pode provir de Braose, Breaux ou Brus, vindo do normando BRUIS, aldeia entre Cherbourg e Vallonges. Subiu ao trono com Roberto II Bruce (1078-1141), filho de Robert de Bruis acima. Companheiro de armas, na corte de Henrique I, do príncipe e depois rei David I da Escócia (1124-1153), dele obteve o senhorio de Annandale e inúmeras e enormes propriedades no sudoeste.